# 丸山久雄
丸山 久雄（まるやま ひさお、1900年（明治33年）10月12日 - 1985年（昭和60年））は、大正後期から昭和期の教育者、政治家。長野県中野市長。

## 来歴
長野県下高井郡倭村（現中野市）で、教育者・丸山久保吉の長男として生まれた。長野師範学校卒業後、1921年（大正10年）7月、公立小学校訓導に就任。1922年（大正11年）兵役につく。除隊後、下高井郡高丘小学校長、平穏小学校長、中野小学校長を歴任し、長野県視学などを経て、1947年（昭和22年）下高井郡教育会長を務めた。長野県教職員組合執行委員長を経て1955年（昭和30年）長野県教育委員会教学指導課長に就任した。
1962年（昭和37年）8月、中野市長選挙に当選し、1970年（昭和45年）8月まで2期務めた。在任中は新市庁舎、市民会館、中山晋平記念館の建設や、市道の舗装事業、浄水・貯水施設の整備などに尽力した。